# العلاقات الأمريكية المغربية
بدأت العلاقات بين المغرب والولايات المتحدة الأمريكية في 20 ديسمبر 1777، وهي الأيام الأولى من تاريخ الولايات المتحدة، وتوطدت رسميا في 1787 عندما صادق الكونغرس الأمريكي على معاهدة السلام والصداقة بين البلدين، وكانت الإمبراطورية المغربية أنذاك أول دولة في العالم تعترف رسميا بالمستعمرات الأمريكية كدولة ذات سيادة موحدة عام 1777 في عهد السلطان سيدي محمد بن عبد الله.
وتم إعادة التفاوض حول المعاهدة في عام 1836، وهي لا تزال سارية المفعول إلى يومنا هذا، مُشكلةً بذلك أطول معاهدة في تاريخ الولايات المتحدة دون انقطاع. كما احتضنت طنجة أقدم مقر دبلوماسي أمريكي في العالم، الذي تحول اليوم إلى متحف، وهي المعلمة التاريخية الأمريكية الوحيدة التي تقع خارج أرض الولايات المتحدة.

## تاريخ

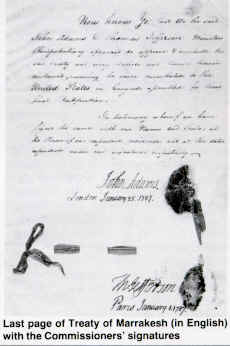
الصفحة الأخيرة من معاهدة الصداقة الموقعة سنة 1786، والمختومة من قبل السلطان محمد الثالث وتوماس جيفرسون وجون آدامز

اعترفت السلطنة الشريفة باستقلال الولايات المتحدة الأمريكية سنة 1777، حيث أقدم محمد الثالث على إصدار منشور من مدينة مكناس يتعلق بالسماح لعدة دول بممارسة نشاطاتها التجارية مع المغرب، وكانت من ضمنها الولايات المتحدة الأمريكية. وقد اعتـُبـِرت المبادرة المغربية اعترافا بسيادة أمريكا واستقلالها. كما قام السلطان بتعيين إتيان دو ديبير كاي وهو فرنسي مقيم في سلا، بتولي مهمّة قنصل أمريكا في المغرب. ومباشرة بعد هذا التعيين قام إتيان دو ديبير كاي، في سبتمبر 1779، وبتعليمات من سلطان المغرب، بمراسلة الكونغرس الأمريكي عبر بنيامين فرانكلين، يخبر الأمريكيين بتعيينه قنصلا لهم في المغرب.
وبسبب بطئ الدبلماسية الأمريكية بسبب الصّراعات الداخلية، اتخذ المغرب إجراءات صارمة ضد السفن الأمريكية التي تمارس الملاحة البحرية دون أداء الواجبات التي تفرضها الاتفاقيات على باقي الدول. فقام الجانب المغربي، سنة 1784، بحجز سفينة أمريكية كبيرة في انتظار أن تقوم الولايات المتحدة بتوقيع اتفاقيتها مع المغرب. وعقب الحادث اتخذ السلطان سيدي محمد بن عبد الله قرارات للتقرب من أمريكا، خاصة حينما قام بالإفراج عن تسعة أسرى أمريكيين وقعوا، مع مَركبهم، في أيدي البحّارة المغاربة. وفي سنة 1786 تم التوقيع على معاهدة الصداقة بين البلدين، السائرة إلى اليوم.
وحينما خلـَف المولى سليمان والده على كرسي الحكم، عهد كاتب الدولة إدمون راندولف للوزير الأمريكي المفوض في البرتغال الكولونيل دافيد رامفري بأنْ يقوم بالمساعي اللازمة من أجل الحصول من السلطان مولاي سليمان على تجديد الاعتراف بالاتفاقية الأمريكية -المغربية.

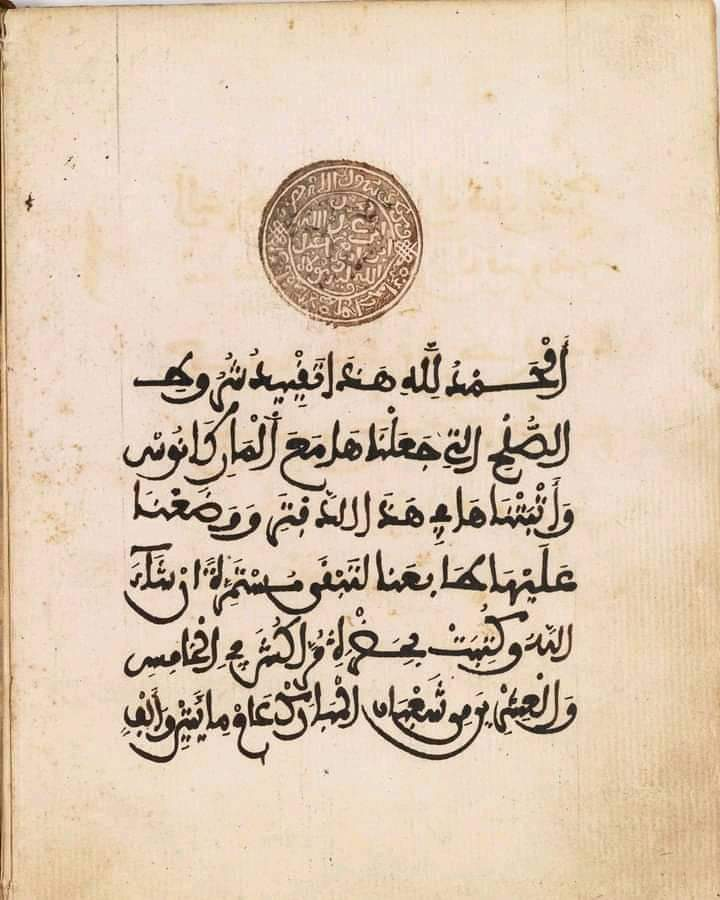
الصفحة الأولى من معاهدة الصداقة والسلام الأمريكية المغربية (كتبت في 25 شعبان 1200 الموافق لـ 22 أو 1786/06/23م) ووقعها القنصل الأمريكي في باريس في (الأول من رمضان 1200 الموافق لـ 1786/06/28م)

وبسبب مخاوفَ أمريكا من سياسة الانغلاق أو الاحتراز التي اعتمدها المولى سليمان، حيث قطع جميع الصّلات التي كانت بين المغرب وأوروبا، وقلـّل من المعاهدات التي أبرمها والده، وأغلق المراسي ومنع العلاقات التجارية الدبلوماسية، استطاعت واشنطن أن تنتزع اعتراف المولى سليمان بالاتفاقية التجارية، حيث راسل السلطان الجديد الرئيس الأمريكي، وجاء في خطابه: «نحن على السّلم والمهادنة معكم على نحو ما كان بينكم وبين والدنا المقدس». وقد رحّب أعضاء الكونغرس بالرسالة، وتم إثر ذلك تعيين قنصل جديد لأمريكا في المغرب، وهو جيمس سيمسون، الذي التحق بطنجة، حيث توجد البعثات الدبلوماسية.

### العهد الحديث
عمل فرانكلين روزفلت منذ سنة 1943 على منح دعمه للسلطان محمد الخامس بن يوسف في كفاحه من أجل استقلال المملكة. ومن منطلق هذا التقارب نشأت العديد من الصداقات الشخصية، كتلك التي نشأت خلال نفس السنة بين ولي العهد آنذاك، مولاي الحسن، والشخص الذي سيصبح في ما بعد نائبا لمدير وكالة الاستخبارات المركزية الأمريكية، فيرنون وولترز.
تحافظ العائلة الملكية وعائلة كلينتون[ ؟ ] على علاقات تتجاوز إطار البروتوكول، وهو ما كان واضحا خلال حضور بيل كلنتون لجنازة الملك الحسن الثاني وزفاف خلفه الملك محمد السادس.
من الحرب الباردة إلى غزو العراق، مرورا باستقبال حلفاء الغرب المطاح بهم، أمثال شاه إيران وموبوتو سيسيسيكو، والعاصمتان تحافظان على نفس التوافق. وثمة بعض الاختلافات بين الطرفين من حيث الشكل وذلك منذ فشل اتفاقيات أوسلو، غير أن ذلك لم يحل دون إشادة الخارجية الأمريكية بالمغرب و«دور الوساطة» الذي يلعبه في إطار الصراع الإسرائيلي الفلسطيني. رئاسة لجنة القدس التي أُسندت إلى الملك محمد السادس[ ؟ ]، وأهمية جالية اليهود المغاربة الموجودة بإسرائيل تفسر جزئيا هذه المكانة الديبلوماسية المتميزة للمغرب. وعندما تعلق الأمر بإنقاذ مشروع الرئيس السابق، جورج وولكر بوش، الرامي لدمقرطة «الشرق الأوسط الكبير»، وقع الاختيار على الرباط من أجل احتضان منتدى المشروع الذي لم يكتب له النجاح.
كان لوساطة وزير الخارجية الأسبق كولين باول دور حاسم في الرسو بأزمة جزيرة ليلى إلى بر الأمان وإيجاد حل صيف سنة 2002. رغم أن الموقف الأمريكي لا يظهر حول قضية الصحراء كما هو الشأن بالنسبة للموقف الفرنسي، إلا أن الدعم الأمريكي لم يطرأ عليه أي تغيير في إطار الشرعية الدولية وداخل الأمم المتحدة.

وخلال الخطاب الشهير لباراك أوباما بالقاهرة سنة 2009 ذكر ما نصه:

## العلاقات السياسية
في 10 ديسمبر 2020، إعترفت الولايات المتحدة بالسيادة المغربية على كامل الصحراء، وجددت دعمها لمقترح الحكم الذاتي المغربي الجاد والواقعي وذي المصداقية، باعتباره الأساس الوحيد لحل عادل ودائم للنزاع حول الصحراء. كما أعلنت الولايات المتحدة الأمريكية عن فتح قنصلية لها بمدينة الداخلة.
- في دجنبر 2023، أكدت وزارة الخارجية الأمريكية، اليوم الأحد، أن الموقف "الواضح والثابت" للولايات المتحدة إزاء قضية الوحدة الترابية المغربية لم يتغير ، مجددة دعم واشنطن للمخطط المغربي للحكم الذاتي باعتباره "جادا وذا مصداقية وواقعيا".[11][12][13][14]
- في مارس 2024، "ثمنت واشنطن قيادة جلالة الملك محمد السادس لجهود المساعدات في غزة خاصة أنها تأتي في شهر رمضان. وأعطالعاهللالمغربي ك محمد السادس تعليماتية لإطلاق عملية إنسانية تهم توجيه مساعدة غذائية، عن طريق البر، لفائدة السكان الفلسطينيين في غزة ومدينة القدس الشريف."

- في 14 مارس 2024، قدمت السفيرة الممثلة الدائمة للولايات المتحدة الأمريكية لدى الأمم المتحدة، ليندا توماس غرينفيلد، ونظيرها المغربي، السفير عمر هلال، للصحافة الدولية ، أول قرار للأمم المتحدة بشأن الذكاء الاصطناعي، والذي ستعتمده الجمعية العامة للأمم المتحدة في 21 مارس الجاري.وجرى هذا التقديم خلال مؤتمر صحفي انعقد في مقر الأمم المتحدة، بحضور سفراء وممثلي أكثر من خمسين دولة عضو في الأمم المتحدة، يمثلون جميع مناطق العالم.وخلال هذا اللقاء، تناول الكلمة السفيرين الأمريكي والمغربي فقط، وذلك من أجل تقديم هذا القرار الذي تمت صياغته تحت عنوان “اغتنام الفرص التي تتيحها أنظمة الذكاء الاصطناعي الآمنة والموثوقة من أجل التنمية المستدامة”.[15]

- في 25 مارس 2024،"شكل تعزيز العلاقات الاستراتيجية بين المغرب والولايات المتحدة الأمريكية، محور مباحثات أجراها، بالرباط، رئيس الحكومة عزيز أخنوش، مع وفد يضم 6 أعضاء من الكونغرس الأمريكي عن الحزبين الجمهوري والديموقراطي.وذكر بلاغ لرئاسة الحكومة أن الطرفين سلطا الضوء في مستهل الاجتماع، الذي يندرج في إطار زيارة العمل التي يقوم بها هذا الوفد للمملكة، على التعاون المشترك بين البلدين في مختلف المجالات، حيث أعربا عن ارتياحهما للمنحى التصاعدي الذي يشهده حجم المبادلات التجارية بين البلدين، والذي قفز من 43,4 مليار درهم في سنة 2021، إلى 68,9 مليار درهم حاليا.وأوضح المصدر ذاته أن الطرفين شددا خلال اللقاء، الذي حضره عن الجانب المغربي، وزيرة الانتقال الطاقي والتنمية المستدامة، والوزير المنتدب المكلف بالاستثمار والالتقائية وتقييم السياسات العمومية، وعن الجانب الأمريكي سفير الولايات المتحدة الأمريكية بالمغرب، على أن المغرب بإمكانه القيام بدور حلقة الوصل لفائدة الاستثمارات الأمريكية بإفريقيا، في إطار شراكة رابح-رابح.وأضاف أن رئيس الحكومة أكد أن العلاقات الثنائية بين الرباط وواشنطن  ترتكز على التنسيق الوثيق بشأن مجموعة من القضايا الإقليمية والدولية، مبرزا الدور الريادي للمغرب ومساهمته في تعزيز الاستقرار بمنطقة شمال إفريقيا والشرق الأوسط.وبخصوص القضية الوطنية، عبر أخنوش عن تقدير المملكة المغربية لموقف الولايات المتحدة، خصوصا وأنها اعترفت متم سنة 2020 بسيادة المغرب على صحرائه، وأبدت دعمها لمخطط الحكم الذاتي، باعتباره حلا جادا وواقعيا وذا مصداقية.وجرى خلال هذه المباحثات، يضيف البلاغ، استحضار العلاقات التاريخية العريقة بين البلدين الصديقين، منذ التوقيع سنة 1787 على معاهدة السلام والصداقة المغربية الأمريكية، التي تعد أقدم وثيقة توقعها الولايات المتحدة مع بلد أجنبي." [16] [17]

- في 02 أبريل 2024، سفارة أمريكا بالمغرب تعلن عن برنامج تمويلي يهم جهتي الداخلة والعيون.وجاء في منشور السفارة على منصة "فايس بوك": "أخبار سارة لمنطقتي الداخلة والعيون ما يصل إلى 500 ألف دولار من التمويل مفتوح الآن للمقترحات التي تهدف إلى تعزيز النمو الاقتصادي الشامل".ويسعى البرنامج إلى "التمكين الاقتصادي بجهة الداخلة والعيون" هاته الخطوة يعتبرها متتبعون استمرارا لدعم سيادة المغرب على صحرائه.[18] [19] [20]

## التعاون العسكري

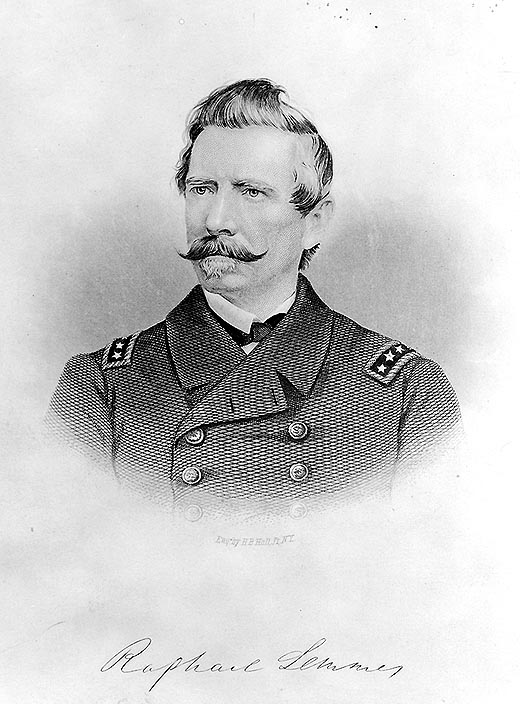
الاميرال سيميس رافائيل الذي ترأس تمثيلية الولايات الكونفدرالية الأميركية في المغرب خلال الحرب الأهلية، على رغم ذلك، لم يعترف المغرب رسميا بالولايات الكونفدرالية.

وقعت الرباط وواشنطن سنة 1983 على بروتوكول يتعلق بإجراء الأبحاث من أجل إنشاء مفاعل مدني تشرف على تموينه جينرال أتوميكس. ولا يزال البرنامج مستمرا تحت متابعة دقيقة من الوكالة الدولية للطاقة الذرية.
يعد المغرب شريكا للولايات المتحدة في الحرب على الإرهاب، التي تم إعلانها عقب أحداث الحادي عشر من سبتمبر 2001. وإذا كانت السلطات المغربية قد وقفت أمام الضغوط الكبيرة للإدارة الرئيس السابق بوش من أجل إشراكها في الحملة العسكرية بالعراق، إلا أنها أبدت تعاونا كبيرا مع واشنطن على عدة مستويات مثل التنقيل وتوفير الخبراء وخدمات الترجمة والمتابعة الدقيقة للمجموعات السلفية. ولقد تعبأت الأجهزة المغربية كاملة من أجل التصدي لتهديد القاعدة. وكانت الرباط محطة توقف ل «الطائرات الشبح» التابعة لوكالة الاستخبارات المركزية، والتي استعملتها من أجل تنقيل جلسات الاستنطاق التي كان يخضع لها بعض معتقلي غوانتنامو.
مع ظهور تنظيم القاعدة في بلاد المغرب الإسلامي، تعززت مكانة المغرب في إطار المبادرة الأمريكية لمنطقة الساحل، الرامية لتأمين الامتدادات الصحراوية الشاسعة من موريتانيا إلى تشاد. وعلى اعتبار عراقة العلاقات بين وكالة الاستخبارات المركزية الأمريكية والاستخبارات المغربية ولادجيد، فإن التعاون بين الطرفين ظل دوما متسما بسلاسة كبيرة.
أما في المجال العسكري في إطار الدورة الـ 13 للجنة الاستشارية للدفاع، استقبل الفريق أول المفتش العام للقوات المسلحة الملكية قائد المنطقة الجنوبية، في 20 ماي 2024، بمقر القيادة العامة للقوات المسلحة الملكية بالرباط، مساعدة وزير الدفاع الأمريكي لشؤون الأمن الدولي، السيدة سيليست والاندر، مرفوقة بالملحق العسكري الأمريكي المعتمد بالمغرب، على رأس وفد عسكري هام لمناقشة التحديات الأمنية والدفاع في إفريقيا، ومكافحة التهديدات العابرة للحدود، فضلا عن تطور اقتناء المعدات.

## التبادل التجاري
تم التوقيع على اتفاقية التجارة الحرة الأمريكية المغربية في 15 يونيو 2004. ثم تم التصديق عليها بأغلبية أعضاء مجلس النواب، وإجماع أعضاء مجلس الشيوخ الأمريكي في شهر يوليو من نفس العام. وافق البرلمان المغربي على الاتفاقية في يناير 2005، وبدأ العمل بها في الأول من يناير 2006.
توفر هذه الاتفاقية للولايات المتحدة أكبر قدرة على الدخول إلى الأسوق عن أي اتفاقية تجارة حرة عقدتها مع دولة نامية: حيث أصبحت 95 بالمائة من البضائع معفاه من الضرائب، ومن المخطط إزالة جميع التعريفات الضريبية المفروضة على باقي البضائع خلال 15 عاما، ومعظمها خلال 9 سنوات فقط. ووثقت هذه الاتفاقية أنواع أخرى من التنمية كالشفافية[ ؟ ] وحقوق الملكية الفكرية، من أجل إزالة المزيد من العوائق التجارية التي تعترض الشركات الأمريكية الآملة في العمل بالمغرب.
في العام الأول من بدء العمل بالاتفاقية زادت صادرات الولايات المتحدة للمغرب بنسبة 65 بالمائة، كما ارتفعت الصادرات المغربية لأمريكا بنسبة 20 بالمائة عن العام السابق.
في11 دجنبر 2023،منحت غرفة التجارة الوطنية الأمريكية العربيةبواشنطن، جائزة “سفيرة العام 2023” لسفيرة المغرب لدى الولايات المتحدة، للا جمالة العلوي، “تقديرا لجهودها الدؤوبة لتوطيد العلاقات بين البلدين”.

## تبادل الزيارات
23-19 يونيو 2000 - الملك محمد السادس، مرفوقا بالأميرة للا مريم، يقوم بزيارة إلى الولايات المتحدة الأمريكية بدعوة من الرئيس الأمريكي بيل كلينتون. وقد تميزت الزيارة الملكية بالمحادثات التي أجراها الملك مع الرئيس الأمريكي وبالحفل الذي أقيم بمناسبة منحه الدكتوراه الفخرية من طرف جامعة جورج واشنطن.
21 أبريل - 9 ماي 2002 - الملك محمد السادس يقوم بزيارة عمل للولايات المتحدة الأمريكية، تميزت بالمباحثات التي أجراها بالبيت الأبيض بواشنطن، مع الرئيس الأمريكي جورج وولكر بوش والتي تمحورت حول التعاون الثنائي والوضع في منطقة المغرب العربي ومكافحة الإرهاب والنزاع في الشرق الأوسط.
24-21 شتنبر 2003 - الملك محمد السادس يشارك بنيويورك في المناقشات العامة للدورة ال58 للجمعية العامة للأمم المتحدة.
12-8 يوليوز 2004 - الملك محمد السادس يقوم بزيارة عمل للولايات المتحدة الأمريكية.
20 شتنبر - 2 أكتوبر 2004 - الملك محمد السادس يشارك بنيويورك في الدورة ال59 للجمعية العمومية لمنظمة الامم المتحدة.
22-20 شتنبر 2010 - الملك محمد السادس يشارك بنيويورك في قمة أهداف الألفية للتنمية.
نونبر 2013 - زيارة عمل قام بها الملك محمد السادس للولايات المتحدة.
5 دجنبر 2019 - حل وزير الخارجية الأمريكي مايك بومبيو بالمغرب في إطار زيارة لتعزيز الشراكة الاقتصادية والأمنية.